# Kleine Fliege
Die Kleine Fliege war der Prototyp einer geplanten Kleinst-U-Boot-Klasse der Kaiserlich Japanischen Marine und gehörte zu den maritimen Kleinkampfmitteln.
Die Konzeption erfolgte im Jahr 1934. Vorausgegangen war die Lösung diverser technischer Schwierigkeiten im U-Boot-Bau, die 1930 in Japan abgeschlossen werden konnten. Auf der Basis dieses Know-hows erfolgte 1934 in der Marinewerft Kure unter strengster Geheimhaltung der Bau von zwei Versuchsbooten, die noch im selben Jahr fertiggestellt wurden. Sie erhielten die Bezeichnungen Nr. 1 und Nr. 2. Danach erfolgten umfangreiche Seeerprobungen. Es wurden allerdings keine weitere U-Boote dieses Typs mehr gebaut. Auf der Grundlage der dabei gewonnenen Erfahrungen wurde jedoch 1936 das Versuchs-U-Boot-Klasse Typ A und daraus abgeleitet 1938 die Kleinst-U-Boote Typ A konzipiert.